# Коммунисты и союзники (фракция)
«Коммунисты и союзники» (COM, англ. Communist and Allies Group, фр. Groupe communiste et apparentés, итал. Gruppo Comunista e Apparentati) — левая политическая группа в Европарламенте, существовавшая в 1973—1989 годах и объединявшая депутатов, избранных от еврокоммунистических партий (прежде всего ИКП и ФКП). Первая коммунистическая группа в Европарламенте, представленная по итогам европейских выборов 1979 года 44 депутатами.

## История
Парламентская группа COM была основана 16 октября 1973 года представителями еврокоммунистических партий, представленных в Европарламенте — ИКП и ФКП — которые стояли на более левых позициях, чем Прогрессивный альянс социалистов и демократов.
В результате выборов 1979 года в состав группы вошли 44 депутата (24 от ИКП, 19 от ФКП и 1 от датской Социалистической народной партии, 4-я по численности группа Европарламента), в том числе Национальный секретарь ИКП и один из ведущих теоретиков еврокоммунизма Энрико Берлингуэр. Президентом фракции был избран представитель ИКП Джорджо Амендола, его заместителем — европейский комиссар Альтиеро Спинелли, один из будущих основателей ЕС.
На европейских выборах 1984 года сохранила положение 4-й по численности группы, сократившись с 44 до 41 депутата (27 от ИКП, 10 от ФКП, 3 от Компартии Греции, 1 от Коммунистической партии Греции (внутренней) и 1 от СНП), при этом ИКП смогла одержать победу на выборах в Европарламент по своему региону, получив на 1 мандат больше, чем правящая ХДП (27 против 26).
«Коммунисты и союзники» придерживались последовательных еврокоммунистических и проевропейских позиций, что отталкивало от них более ортодоксально настроенные партии, выступавшие с позиций евроскептицизма и ориентации на КПСС.
По итогам европейских выборов 1989 года в Европарламент, помимо ИКП (22 депутата), ФКП (7), СНП (1) и КПГ (3), прошли также Португальская коммунистическая партия (3), Рабочая партия Ирландии (1) и две коалиции — испанская «Объединённые левые» (4) и греческая «Синаспизмос» (1). Из-за идеологических разногласий они не смогли договориться об объединении в единую фракцию и 25 июля 1989 года группа «Коммунисты и союзники» была распущена. 28 депутатов от еврокоммунистических партий создали группу «Европейские объединённые левые», 14 от ортодоксальных компартий (французской, греческой и португальской, а также Рабочей партии Ирландии), в свою очередь, объединились в группу «Левое единство». Впоследствии, пережив ряд расколов и договорившись с прошедшими в Европейский парламент зелёными партиями, в январе 1995 года они объединятся в конфедеративную группу «Европейские объединённые левые / Лево-зелёные Севера».

## Состав

### I состав (1979—1984)
| Партия                                                                 | Государство | Число депутатов |
| ---------------------------------------------------------------------- | ----------- | --------------- |
| Итальянская коммунистическая партия (итал. Partito Comunista Italiano) | Италия      | 24 из 44        |
| Французская коммунистическая партия (фр. Parti Communiste Français)    | Франция     | 19 из 44        |
| Социалистическая народная партия (дат. Socialistisk Folkeparti)        | Дания       | 1 из 44         |

### II состав (1984—1989)
| Партия                                                                                     | Государство | Число депутатов |
| ------------------------------------------------------------------------------------------ | ----------- | --------------- |
| Итальянская коммунистическая партия (итал. Partito Comunista Italiano)                     | Италия      | 27 из 41        |
| Французская коммунистическая партия (фр. Parti Communiste Français)                        | Франция     | 10 из 41        |
| Коммунистическая партия Греции (греч. Κομμουνιστικό Κομμα Ελλάδας)                         | Греция      | 3 из 41         |
| Коммунистическая партия Греции (Внутренняя) (греч. Κομμουνιστικό Κόμμα Ελλάδας Εσωτερικού) | Греция      | 1 из 41         |
| Социалистическая народная партия (дат. Socialistisk Folkeparti)                            | Дания       | 1 из 41         |